# Pat Mastroianni
Pat Mastroianni, właśc. Pasquale Mastroianni (ur. 22 grudnia 1971 w Toronto) – kanadyjski aktor i reżyser filmów dokumentalnych. Wystąpił w roli Joeya Jeremiaha w młodzieżowym serialu Degrassi: Nowe pokolenie, za którą otrzymał Nagrodę Gemini.

## Filmografia
- 1987–1991: Gimnazjum Degrassi (Degrassi Junior High) jako Joey Jeremiah
- 1992: Szkoła średnia Degrassi (School’s Out, TV) jako Joey Jeremiah
- 1994: Fałszywa Hrabina (The Counterfeit contessa) jako Carlos
- 1996–2000: Czynnik PSI (PSI Factor: Chronicles of the Paranormal) jako Luis Sanchez
- 1997–1998: Był sobie złodziej (Once a Thief) jako Maurice 'Momo' Momomamet
- 1998: Godzilla jako pilot Apache
- 2001: Degrassi: Nowe pokolenie (Degrassi: The Next Generation) jako Joseph „Joey” Jeremiah
- 2001: The Good Things jako Dupek
- 2001–2004: Oblicza zbrodni (Blue Murder) jako Raphael Pinero
- 2003: Gracze (Playmakers) jako Mendes
- 2003: Katastrofa w przestworzach (Mayday) jako kontroler ruchu lotniczego w Limie
- 2005: Degrassi: Nowe pokolenie (Degrassi: The Next Generation - Jay and Silent Bob do Degrassi) jako Joey
- 2006: Piękni (Beautiful People) jako Greg
- 2006: Synowie rzeźnika (Sons of Butcher) jako Pastorzy (głos)
- 2011: Boska przygoda Sharpay (Sharpay’s Fabulous Adventure) jako Jerry Taylor
- 2012: Nowe gliny (Rookie Blue) jako Doug Corbo
- 2012: Szpital nadziei (Saving Hope) jako Paul Lewis
- 2012–2016: Piękna i Bestia (Beauty and the Beast) jako agent specjalny DHS Russo
- 2016: W garniturach (Suits) jako Tom Linder